# Mrs. Brown, You've Got a Lovely Daughter
Singles de Herman's Hermits
Silhouettes
(février 1965) Wonderful World
(avril 1965)
Mrs. Brown, You've Got a Lovely Daughter est une chanson écrite en 1963 par Trevor Peacock. Elle est enregistrée pour la première fois la même année par l'acteur Tom Courtenay pour un téléfilm britannique.
Sa reprise par le groupe Herman's Hermits rencontre un succès aussi prodigieux qu'inattendu aux États-Unis en 1965, où elle reste no 1 des ventes pendant trois semaines au mois de mai.